# Døde i 1997
Døde i 1997   er en liste over notable personer, der er afgået ved døden i 1997  . 

## Januar
| - Melvin Calvin |

- 5. januar – André Franquin, belgisk tegneserieforfatter og -tegner (født 1924).
- 8. januar – Melvin Calvin, amerikansk nobelprismodtager i kemi (født 1911)
- 14. januar – John Amdisen, dansk fodboldspiller (født 1934).
- 14. januar – Knud Nellemose, dansk billedhugger (født 1908).
- 17. januar – Clyde Tombaugh, amerikansk astronom (født 1906).
- 21. januar – Louis Miehe-Renard, dansk skuespiller (født 1919).
- 23. januar – Hardy Rafn, dansk skuespiller (født 1930).
- 29. januar – Jens Risgaard Knudsen, dansk politiker (født 1925).

## Februar
| - Deng Xiaoping |

- 2. februar – Sanford Meisner, amerikansk skuespiller (født 1905).
- 19. februar – Deng Xiaoping, kinesisk politiker (født 1904).
- 23. februar – Bent Bertramsen, dansk journalist (født 1941).
- 25. februar – Hans Erling Langkilde, dansk arkitekt (født 1906).

## Marts
| - Friedrich Hund |

- 3. marts – Henning Rasmussen, dansk politiker og minister (født 1926).
- 9. marts – Notorious B.I.G., amerikansk rapper (født 1972). – myrdet
- 10. marts – Johannes Theodor Suhr, dansk biskop (født 1896).
- 14. marts – Jytte Pilloni, dansk sanger og skuespiller (født 1951).
- 14. marts – Fred Zinnemann, østrigsk-amerikansk filminstruktør (født 1907).
- 16. marts – Ib Stetter, dansk politiker (født 1917).
- 21. marts – Wilbert Awdry, engelsk børnebogsforfatter (født 1911).
- 29. marts – Finn Høffding, dansk komponist (født 1899).
- 31. marts – Friedrich Hund, tysk fysiker (født 1896).

## April
|  |

- 5. april – Allen Ginsberg, amerikansk digter (født 1926).
- 8. april – Laura Nyro, amerikansk sanger (født 1947).
- 13. april – Dorothy Frooks, amerikansk forfatter, advokat og suffragist (født 1896).
- 17. april – Chaim Herzog, irskfødt jøde, fra 1983 israelsk præsident (født 1918).
- 21. april – Orson Nielsen, dansk journalist (født 1944).
- 23. april – Kristen Helveg Petersen, dansk politiker (født 1909).

## Maj
|  |

- 2. maj – Marius Andersen, dansk politiker og borgmester (født 1924).
- 5. maj – Walter Gotell, tysk-britisk skuespiller (født 1924).
- 5. maj – Ove Hansen, dansk politiker og minister (født 1909).
- 12. maj – Kurt Møller, dansk advokat og forbundsformand (født 1919).
- 13. maj – Grethe Kolbe, dansk dirigent og kapelmester (født 1910).
- 29. maj – Ole Nezer, dansk jazzmusiker (født 1936).
- 29. maj – Jeff Buckley, amerikansk musiker (født 1966).

## Juni
| - Jacques-Yves Cousteau |

- 10. juni – Johan Galster, dansk billedhugger (født 1910).
- 13. juni – Lars Pingel, dansk cykelrytter (født 1971).
- 15. juni – Frode Jakobsen, dansk politiker (født 1906).
- 21. juni – Erik Ellegaard Frederiksen, dansk grafiker, designer og arkitekt (født 1924).
- 24. juni – Brian Keith, amerikansk skuespiller (født 1921).
- 25. juni – Jacques Cousteau, fransk havforsker (født 1910).
- 26. juni – Israel Kamakawiwoʻole, amerikansk (hawaiiansk) sanger (født 1959).

## Juli
| - Robert Mitchum - James Stewart |

- 1. juli – Robert Mitchum, amerikansk skuespiller (født 1917).
- 2. juli – James Stewart, amerikansk skuespiller (født 1908).
- 4. juli – Miguel Najdorf, argentinsk-polsk skakspiller (født 1910).
- 15. juli – Gianni Versace, italiensk modedesigner (født 1946).
- 17. juli – Birgitte Price, dansk skuespiller og teaterinstruktør (født 1934).

## August
| - Jeanne Calment - Diana Spencer |

- 1. august – Svjatoslav Richter, ukrainsk pianist (født 1915).
- 2. august – William S. Burroughs, amerikansk forfatter (født 1914).
- 4. august – Jeanne Calment, verdens ældste person nogensinde (født 1875).[kilde mangler]
- 5. august – Poul Møller, dansk politiker (født 1919).
- 7. august – Stig Vendelkær, dansk forlagsboghandler (født 1926).
- 10. august – Conlon Nancarrow, amerikansk komponist og trompetist (født 1912).
- 12. august – Gösta Bohman, svensk politiker (født 1911).
- 16. august – Nusrat Fateh Ali Khan, pakistansk sanger (født 1948).
- 24. august – Lise Roos, dansk filminstruktør (født 1941).
- 28. august – Hans Jørgen Lembourn, dansk forfatter (født 1923).
- 31. august – Diana Spencer, tidl. prinsesse i det engelske kongehus (født 1961). – bilulykke.

## September
| - Moder Teresa |

- 2. september – Viktor Frankl, østrigsk psykiater (født 1905).
- 4. september – Lone Helmer, dansk skuespillerinde (født 1940).
- 5. september – Mother Teresa, albansk missionær og helgen (født 1910).
- 5. september – Georg Solti, ungarsk dirigent (født 1912).
- 7. september – Mobutu Sese Seko, formand for Zaire (født 1930).
- 12. september – Stikkan Anderson, svensk tekstforfatter (født 1931).
- 16. september - Erich Fritz Reuter, tysk billedhugger (født 1911).
- 17. september – Elna Hiort-Lorenzen, dansk sygeplejerske og forstander (født 1902).
- 22. september – Yokoi Shoichi, japansk værnepligtig soldat, som gemte sig i skoven på øen Guam i 27 år, fordi han ikke vidste 2. verdenskrig var slut (født 1915).
- 29. september – Roy Lichtenstein, amerikansk grafiker (født 1923).
- 30. september – Erik Aalbæk Jensen, dansk forfatter (født 1923).

## Oktober
| - Ingrid Jørgensen |

- 4. oktober – Otto Ernst Remer, tysk værnemagts officer (født 1912).
- 9. oktober – Frank Schaufuss, dansk balletdanser og koreograf (født 1921).
- 12. oktober – John Denver, amerikansk countrysanger (født 1943). – flyulykke.
- 18. oktober – Ingrid Jørgensen, dansk statsministerfrue (født 1922).
- 23. oktober – Bert Haanstra, hollandsk filminstruktør (født 1916).
- 24. oktober – Don Messick, amerikansk tegnefilmsdubber (født 1926).

## November
|  |

- 5. november – Ib Drasbæk, dansk tøjfabrikant (født 1931).
- 5. november – Kurt Ramberg, dansk general og forsvarschef (født 1908).
- 10. november – Hanne Kaufmann, tysk/dansk forfatter (født 1926).
- 20. november – Tove Grandjean, dansk skuespiller (født 1908).
- 20. november – Jørgen Selchau, dansk arkitekt (født 1923).
- 22. november – Michael Hutchence, australsk musiker og sanger (født 1960).
- 27. november – Gull-Maj Norin, dansk skuespiller (født 1913).
- 29. november – Jenny Kammersgaard, dansk svømmer (født 1918).

## December
| - Toshirō Mifune |

- 1. december – Stéphane Grappelli, fransk violinist (født 1908).
- 7. december – Billy Bremner, skotsk fodboldspiller (født 1942).
- 14. december – Lisbeth Munch-Petersen, dansk keramiker (født 1909).
- 14. december – Stubby Kaye, amerikansk skuespiller (født 1918).
- 17. december – Poul Bjerre, dansk filosof (født 1924).
- 24. december – Toshirō Mifune, japansk skuespiller (født 1920).
- 27. december – Poul Ørum, dansk forfatter (født 1919).